# Parcelhusreglen
Parcelhusreglen er en regel indenfor skatteretten, hvorved fortjeneste ved afståelse af én- og tofamiliehuse, ejerlejligheder og sommerhuse er skattefri, hvis to betingelser er opfyldt. Reglen findes i ejendomsavancebeskatningslovens § 8. 
 
Reglen udgør en væsentlig undtagelse til ejendomsavancebeskatningslovens § 6, stk. 1, hvorefter fortjenester som hovedregel er skattepligtige. Parcelhusreglen anvendes så hyppigt i Danmark, at den anvendes i flertallet af private ejendomshandler.
Følgende betingelser skal efter bestemmelsen være opfyldt, for anvendelse af parcelhusreglen: 
1. Huset skal have tjent til bolig for ejeren eller dennes husstand i en del af eller i hele den periode, hvor ejeren har ejet ejendommen og
2. Grundarealet skal som udgangspunkt være under 1.400 m2

## Historie
Parcelhusreglen gjorde - med sin introduktion for ca. 40 år siden - det mere attraktivt for danskerne at købe egen bolig. 